# Herzdame

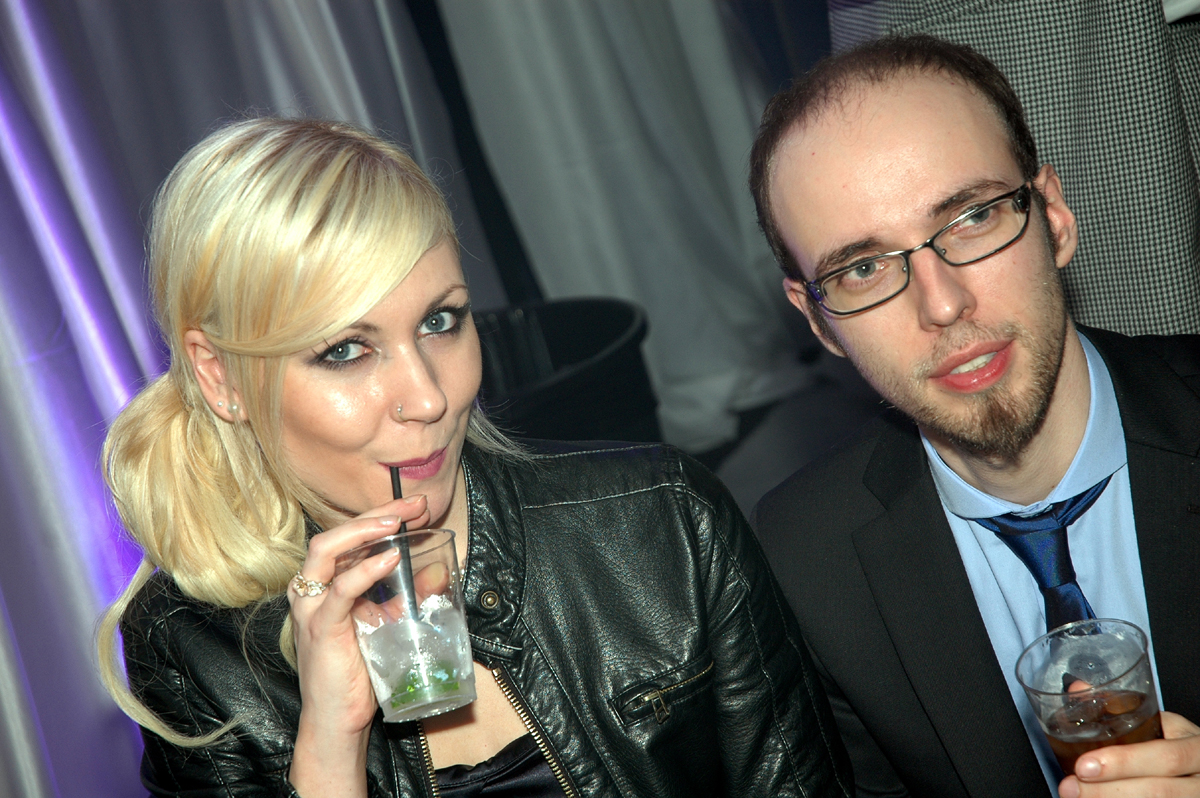
Herzdame bei der James Cameron Party nach der Oscarverleihung 2014, Beverly Hills

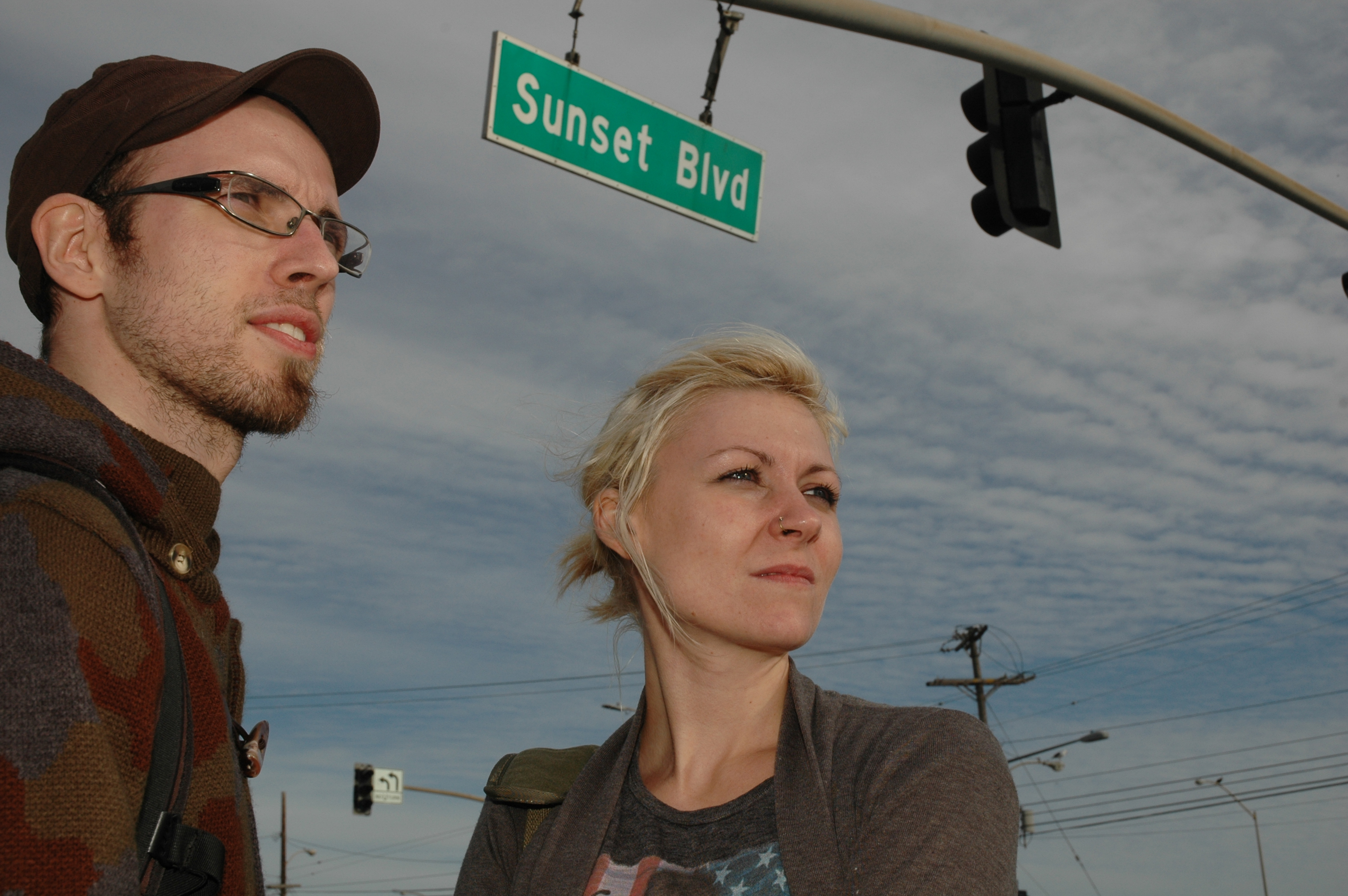
Christine Kaltenecker und Konstantin Spork, in Los Angeles 2014

Herzdame ist eine österreichische Band aus Hollabrunn, bestehend aus Christine Kaltenecker und Konstantin Spork.

## Bandgeschichte
Konstantin Spork ist Schlagzeuger und besitzt ein Aufnahmestudio in Hollabrunn (Zooradio Records). 2011 sollte Tine Kaltenecker, die neben ihrem Beruf als selbständige Grafikerin auch als Sängerin tätig ist, dort mehrere Songs aufnehmen. Aus der Zusammenarbeit entstand die gemeinsame Band Herzdame, benannt nach einer zufällig aufgedeckten Spielkarte. Ab Herbst 2012 standen sie gemeinsam auf der Bühne und im Jahr darauf veröffentlichten sie ihren ersten Song Regen.
Im Herbst 2013 konnten sie sich mit ihrem Song Weit, weit weg zwölf Wochen in den österreichischen Charts halten, darunter auch eine Woche in den Top 10. Im Jänner 2014 veröffentlichten sie das Lied Dunkle Seite, welches Platz eins in den Download-Charts erreichte und gleich darauf den höchsten Neueinstieg der Woche (Platz 3) in den AUSTRIA TOP 40 belegte. Später erreichte es Gold für 15.000 verkaufte Einheiten in Österreich.
Mitte 2015 wurde die Zusammenarbeit der beiden aufgelöst. „Man wolle andere Wege bestreiten“ hieß es. Unter der Leitung von Wolfgang Reiss aus Bayreuth entstand die dritte Single Tränen aus Eis die ebenfalls prompt in den I-Tunes Charts auf die vordersten Ränge einschlug. In Österreich sowie in Deutschland. Tine Kaltenecker schloss sich außerdem dem Management KICK, unter der Führung von Jürgen Evers aus Köln an. Zum 31. Dezember 2015 wurde die Zusammenarbeit mit KICK im beiderseitigen Einvernehmen aufgelöst.

## Diskografie
Singles
- Regen (2013).
- Weit, weit weg (2013).
- Dunkle Seite (2014).
- Tränen aus Eis (2015).
- Nimm deine Liebe... (2016).

## Auszeichnungen
- smago! Award
  - 2016: für Der smago! Solitär Award